# Папово-Біскупи (гміна)
Гміна Папово-Біскупе (пол. Gmina Papowo Biskupie) — сільська гміна у північній Польщі. Належить до Хелмінського повіту Куявсько-Поморського воєводства.
Станом на 31 грудня 2011 у гміні проживало 4435 осіб.

## Площа
Згідно з даними за 2007 рік площа гміни становила 70.44 км², у тому числі:
- орні землі: 91.00%
- ліси: 1.00%

Таким чином, площа гміни становить 13.35% площі повіту.

## Населення
Станом на 31 грудня 2011:
| Опис     | Загалом | Загалом | Чоловіки | Чоловіки | Жінки | Жінки |
| -------- | ------- | ------- | -------- | -------- | ----- | ----- |
| одиниця  | осіб    | %       | осіб     | %        | осіб  | %     |
| все      | 4435    | 100     | 2238     | 50.46    | 2197  | 49.54 |
| міське   | 0       | 100     | 0        |          | 0     |       |
| сільське | 4435    | 100     | 2238     | 50.46    | 2197  | 49.54 |

## Сусідні гміни
Гміна Папово-Біскупе межує з такими гмінами: Хелмжа, Кієво-Крулевське, Лісево, Стольно.